# Creazione degli animali
La creazione degli animali è un dipinto di Tintoretto . Olio su tela, misura 151 x 256 cm.
L'opera è stata dipinta tra il 1550 e il 1553 ed è conservata alle Gallerie dell'Accademia a Venezia. Acquisita nel 1928 dal deposito di Palazzo Ducale, l'opera ha subito l'ultimo restauro nel 1967.